# Glaucilla marginata
Espèce
Synonymes
- Glaucilla marginatus Reinhardt & Bergh, 1864

Glaucilla marginata (anciennement Glaucus marginatus), est une espèce de petits mollusques marins appartenant à l'ordre des nudibranches.

## Description
Bien qu'il ressemble beaucoup à Glaucus atlanticus, Glaucilla marginata est plus petit (il ne mesure pas plus de 12 mm de long).
Cette espèce porte aussi des cérates disposés en plusieurs rangs alors qu’ils sont organisés en une rangée unique chez G. atlanticus, ainsi qu'une large bande longitudinale noirâtre sur la face ventrale. 

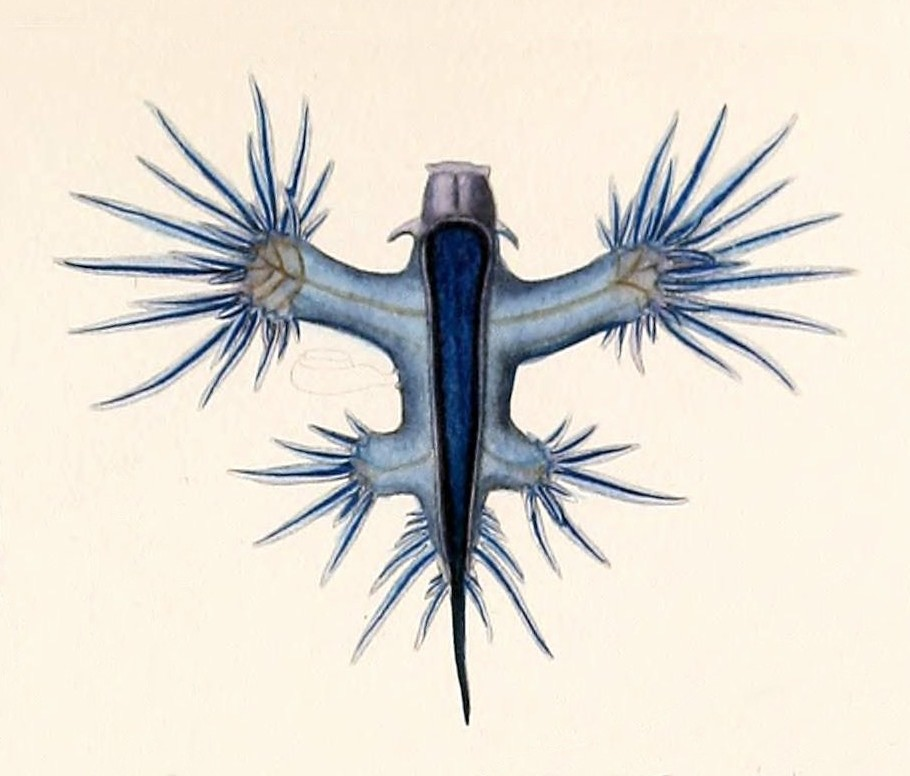
Dessin naturaliste
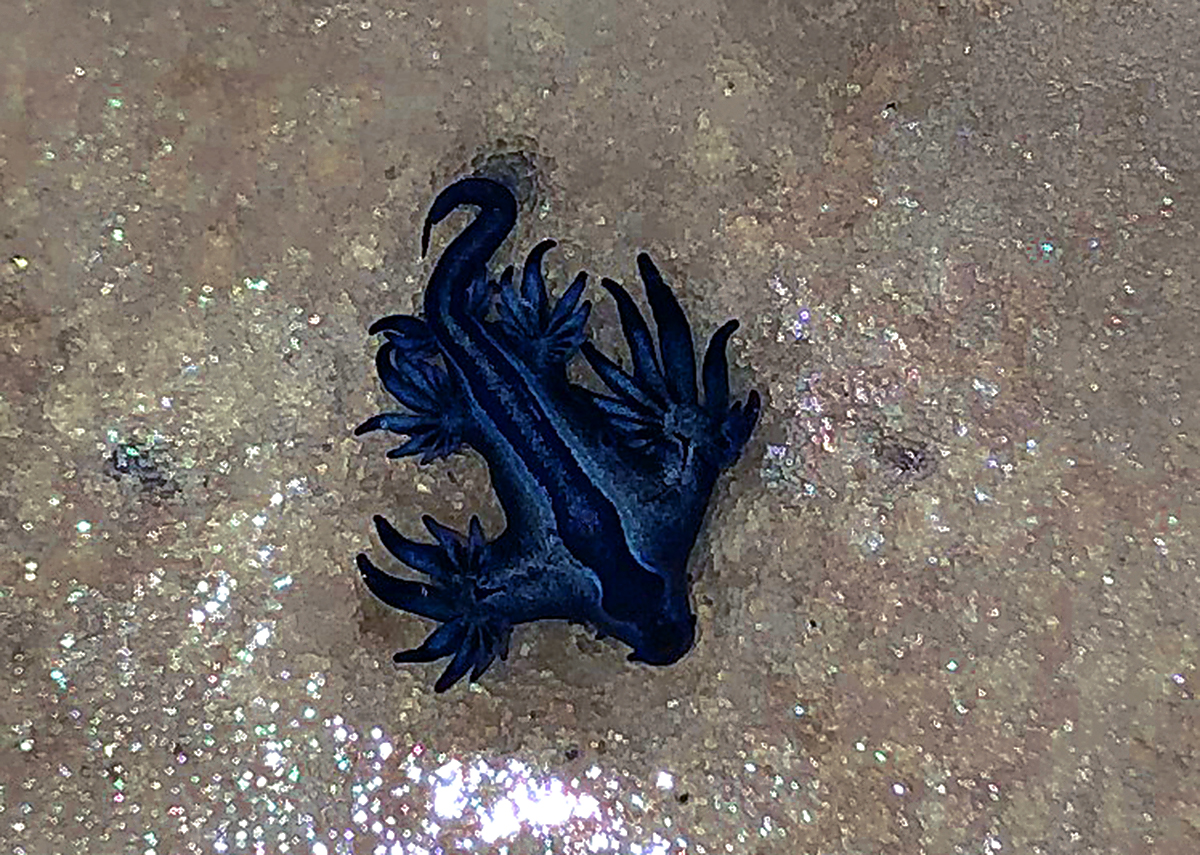
Spécimen échoué à la Réunion.
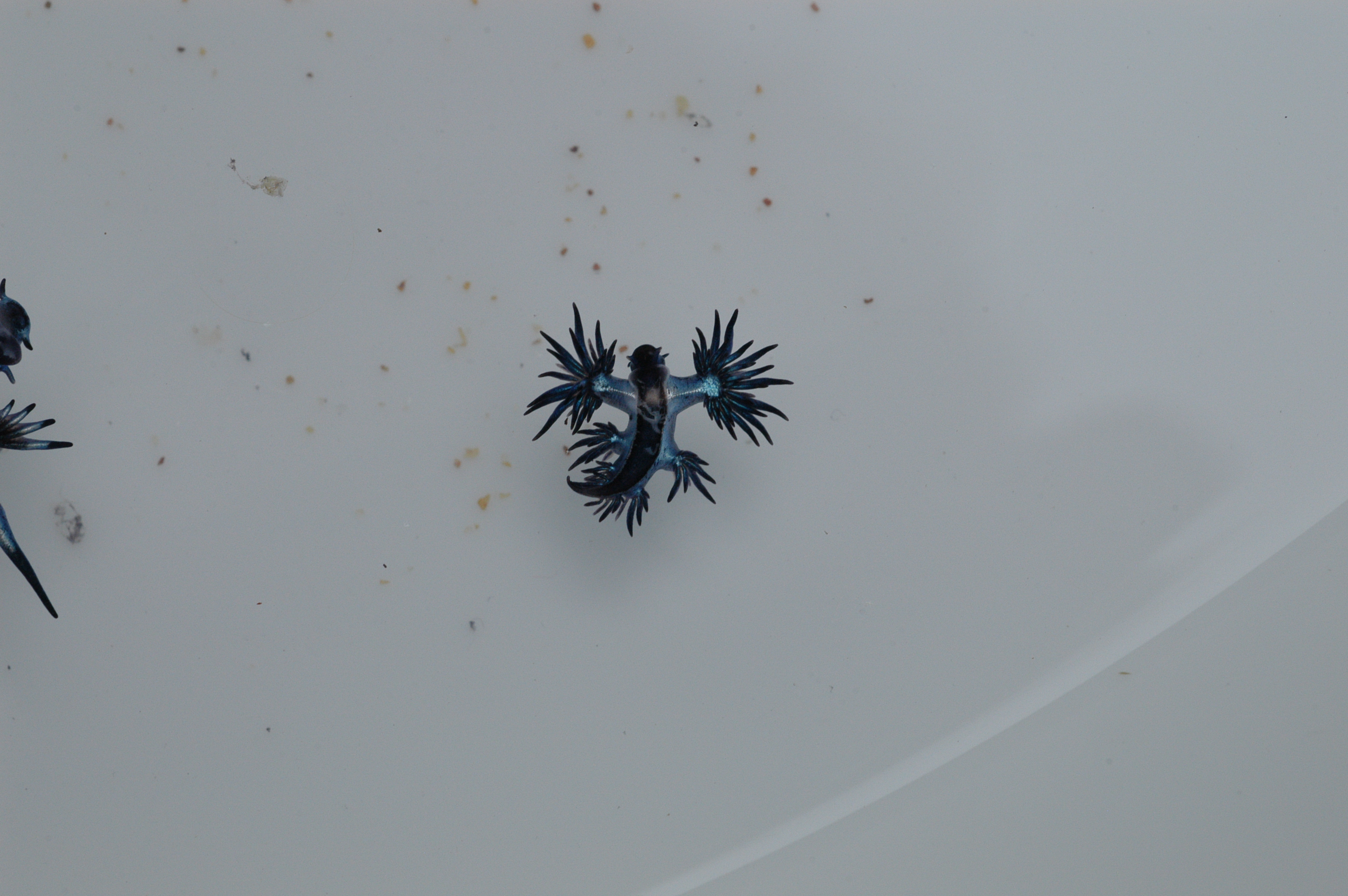
Spécimen capturé en Australie.

## Répartition et habitat
Il vit dans toutes les eaux tempérées ou tropicales, où il flotte à la surface des eaux parmi le pleuston, face ventrale tournée vers la surface. Glaucilla marginata est la seule espèce de son genre dans l'océan Indien central. 

## Taxinomie
En mai 2014, trois nouvelles espèces jusqu'alors confondues sous l’appellation Glaucus marginatus ont été décrites : Glaucus bennettae, Glaucus thompsoni et Glaucus mcfarlanei.
Le genre Glaucilla a été réérigé en 2004 à la suite d'une analyse génétique départageant ces espèces du genre Glaucus. 